# 渠河 (潍河)
渠河，古称浯水，位于中国山东省中部，为潍河左岸支流，发源于沂水县圈里乡太平山南麓，向东大致沿着沂水县和安丘市边界，至安丘市石埠子镇召忽村，折向东北，沿安丘市与诸城市边界，至安丘景芝镇薛家村北入潍河。全长96公里，流域面积1059平方公里。